# Lasseindra Ninja
Lasseindra Ninja (* 1986) ist der Künstlername einer französischen, queeren Voguetänzerin. Sie gilt in Frankreich als eine Vorreiterin des Voguing, eines Tanzstils, der in den achtziger Jahren in New York im Rahmen der Ballroom-Kultur entstanden ist.

## Biographie
Mit 20 Jahren fing Ninja an Vouge zu tanzen, nachdem sie von einem der bekanntesten Kollektive in New York entdeckt wurde. Nach ihrer Rückkehr fing sie an Bälle (oder auch Ballrooms) zu veranstalten, bei denen Drag Queens und transgeschlechtliche Menschen ihre Identität im Tanz und machte so das Voguing in Frankreich beziehungsweise überwiegend in Paris bekannter.
In Frankreich gründete Ninja das „House of Ninja“, ein internationales Vougekollektive in Paris. Sie steht in der Tradition von Stéphane Mizrahi und GIo Brooks, die diesen Tanz in Frankreich praktizierten.
In einem Radiointerview mit RTS sprach sie darüber, Voguing ins Pariser Hip-Hop-Milieu gebracht zu haben: „Sie dachten, es sei ein Tanz, bei dem das weibliche Geschlecht zu finden sei, dabei ist es kein Tanz, der ursprünglich von biologischen Frauen geschaffen wurde.“  Wegen dieser Notwendigkeit des Austausches und ermutigt durch die zweite Pionierin des Voguing in Frankreich, Mother Steffi, initiierte sie eine Ballroom-Szene, um diese amerikanische Kultur bekannt zu machen. Bei diesem Prozess wurden dem Voguing auch französische Einflüsse hinzugefügt. Voguing ist für sie eine wichtige Form der Freiheit des persönlichen Ausdrucks. Dennoch möchte sie das Erbe der Ballroomkultur bewahren, wenn diese Szene mit den eigenen sozialen und politischen Wurzeln verbunden wird.
Ninja war in der Dokumentation Paris is voguing (2016) von Gabrielle Culand zu sehen, die auf France 4 ausgestrahlt wurde. Der Film zeigt überwiegend die Wettbewerbe aus eine Mischung aus Modenschau und Tanz gegeneinander.
Nach Ninja werde die amerikanische Ballroom-Szene noch nicht richtig verstanden: „Es ist schwierig für weiße Menschen, die Ballroom-Szene zu verstehen, weil sie eine durch Schwarze geprägte Szene ist.“